# Teodora de Saxe-Meiningen
Teodora Vitória Augusta Maria Mariana de Saxe-Meiningen (em alemão: Feodora Victoria Auguste Marie Marianne von Sachsen-Meiningen; Potsdam, 19 de maio de 1879 - Jelenia Góra, 26 de agosto de 1945) foi a única filha do duque Bernardo III de Saxe-Meiningen e da sua esposa, a princesa Carlota da Prússia, filha mais velha do imperador Frederico III da Alemanha e da princesa real Vitória do Reino Unido. Teodora foi a primeira bisneta da rainha Vitória.

## Primeiros anos

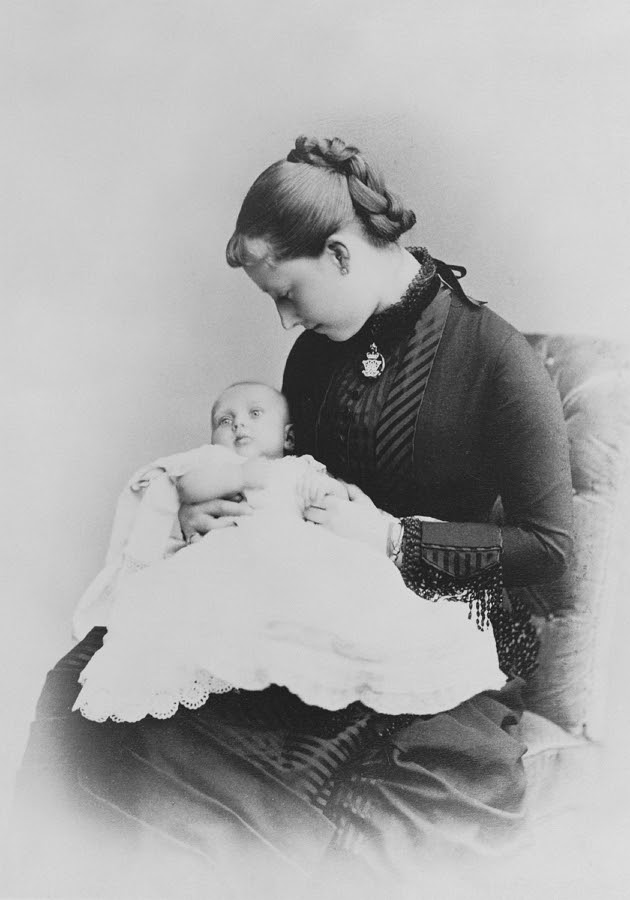
A princesa Teodora com a mãe, logo após seu nascimento

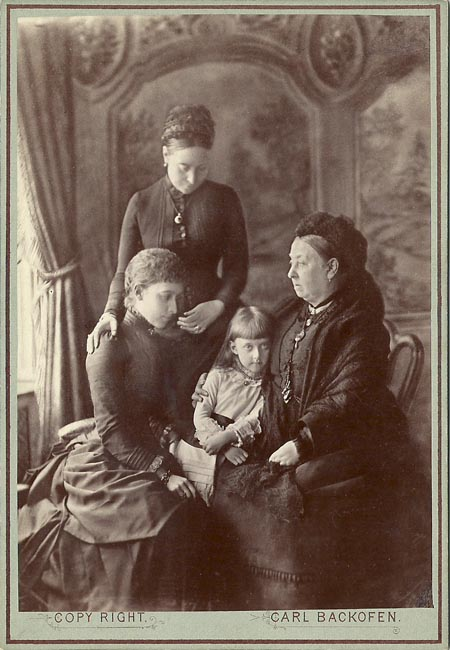
A princesa Teodora (no centro) com a sua mãe Carlota, a avó Vitória e a bisavó Vitória do Reino Unido

A princesa Teodora nasceu a 12 de Maio de 1879, sendo a única filha de Bernardo, príncipe-herdeiro de Saxe-Meiningen e da sua esposa, a princesa Carlota da Prússia, uma filha do príncipe-herdeiro Frederico da Prússia e da princesa Vitória do Reino Unido. Quando nasceu, Teodora foi a primeira neta dos seus avós maternos e a primeira bisneta da rainha Vitória do Reino Unido.
Carlota, que adorava socializar, detestou estar grávida, uma vez que achava que esse estado lhe limitava as suas actividades. Preferindo regressar às suas actividades sociais em Berlim, a princesa declarou, após o nascimento de Teodora, que não teria mais filhos, o que transtornou a sua mãe, a princesa-herdeira Vitória, conhecida como Vicky na família. Não era normal ser filha única nas famílias reais europeias e é muito provável que Teodora tenha tido uma infância solitária. Carlota adorava viajar e deixava muitas vezes a filha com a avó Vicky em Friedrichshof, que Carlota via como uma espécie de infantário de conveniência. Vicky, por seu lado, adorava estar com a neta mais velha Durante uma visita, Vicky referiu numa carta que Teodora "é uma criança boa e muito mais fácil de lidar do que a mãe".
Vicky apercebeu-se de que a forma como Teodora estava a ser criada tinha falhas e começou a preocupar-se com o aspecto físico e desenvolvimento mental da sua neta, referindo, quando ela tinha treze anos, que tinha "feições afiadas e comprimidas" e que era anormalmente baixa. Teodora também se interessava pouco pelos estudos, preferindo falar sobre assuntos mais frívolos como moda. A sua avó, que dava grande valor à educação, culpou a falta de orientação dos pais pela falta de interesse da jovem e comentou que "a atmosfera em casa dela não é a melhor para uma criança desta idade (...) tendo a Carlota como exemplo, o que seria de esperar (...) os pais dela raramente estão em casa juntos (...) ela mal sabe o que é ter uma vida familiar!"
A rainha Vitória também sentia carinho pela sua bisneta mais velha. Em Junho de 1887, Teodora e os pais estiveram presentes no Jubileu Dourado da rainha em Londres. Enquanto que os pais ficaram hospedados no Palácio de Buckingham, Teodora ficou com a sua prima, a princesa Alice de Battenberg, na casa da duquesa de Buccleuch em Whitehall, o que lhes permitiu assistir à procissão real no seu caminho até à Abadia de Westminster. Numa carta dirigida à sua filha, a rainha Vitória descreveu Teodora como a "pequena e doce Feo, que se porta tão bem e, na minha opinião, está a ficar bastante bonita. Ficamos encantados por a ter connosco e acho que a pobrezinha se divertiu".

## Casamento

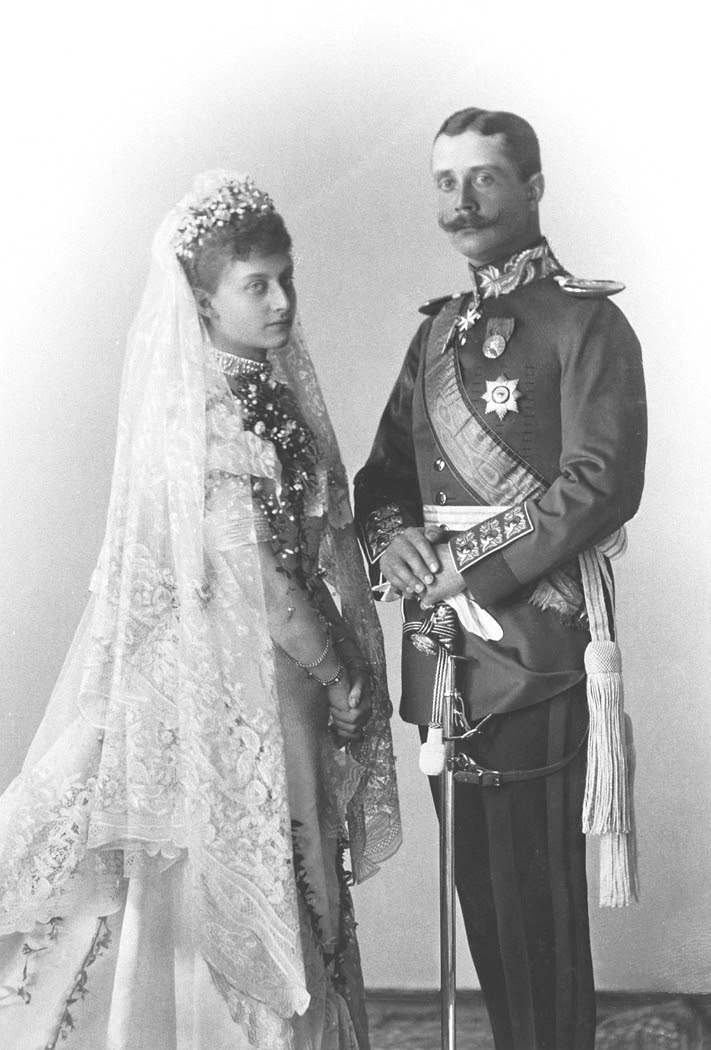
Teodora e Henrique no dia de casamento

À medida que Teodora foi crescendo, foi começando a discutir-se o seu futuro casamento. O príncipe Pedro Karađorđević, que era trinta-e-seis anos mais velho do que ela e se encontrava no exílio, pediu-a em casamento, provavelmente para conseguir obter influência política para voltar ao trono da Sérvia. Carlota declarou que "[a Teodora] é boa demais para esse trono". Também foi considerado um casamento com o seu primo, o príncipe-herdeiro Alfredo de Saxe-Coburgo-Gota, único filho do duque e da duquesa de Saxe-Coburgo-Gota que era uma grande amiga de Carlota.
Alguns meses depois de regressar das comemorações do Jubileu de Diamante da rainha Vitória em Junho de 1897, Teodora ficou noiva do príncipe Henrique XXX de Reuss (1864-1939), sendo o compromisso anunciado oficialmente em inícios de Outubro do mesmo ano. O pai de Henrique faleceu em inícios de 1898, o que obrigou a adiar temporariamente o casamento. Na altura chegaram até a correr rumores falsos de que o casamento tinha sido cancelado. A união celebrou-se em Breslau a 26 de Setembro de 1898.
O príncipe Henrique era capitão do Regimento de Infantaria Número 92 de Brunswick, apesar de não ser particularmente rico nem ocupar uma posição relevante. A avó de Teodora, Vicky, ficou surpreendida com a escolha de noivo, principalmente pela falta de relevância da sua posição, mas comentou que pelo menos a noiva parecia feliz. Relativamente à diferença de idades de quinze anos, Vicky disse: "fico muito satisfeita por ele ser mais velho do que ela e, se for inteligente e firme, poderá fazer-lhe muito bem e tudo poderá correr bem. Mas ela teve um exemplo estranho na mãe e é uma criatura estranha". O historiador John van der Kiste escreveu que Teodora estava "claramente perdida de amores" pelo marido e que provavelmente terá procurado no casamento uma fuga da sua "vida familiar cansativa".
Quando regressaram da sua lua-de-mel, grande parte do tempo de Henrique era dedicado aos seus deveres no regimento, enquanto que Teodora se juntou a um grupo de leitura e  ia à ópera e ao teatro em Berlim. Teodora também acompanhava muitas vezes o marido nos seus deveres militares, viajando por toda a Alemanha.

## Últimos anos

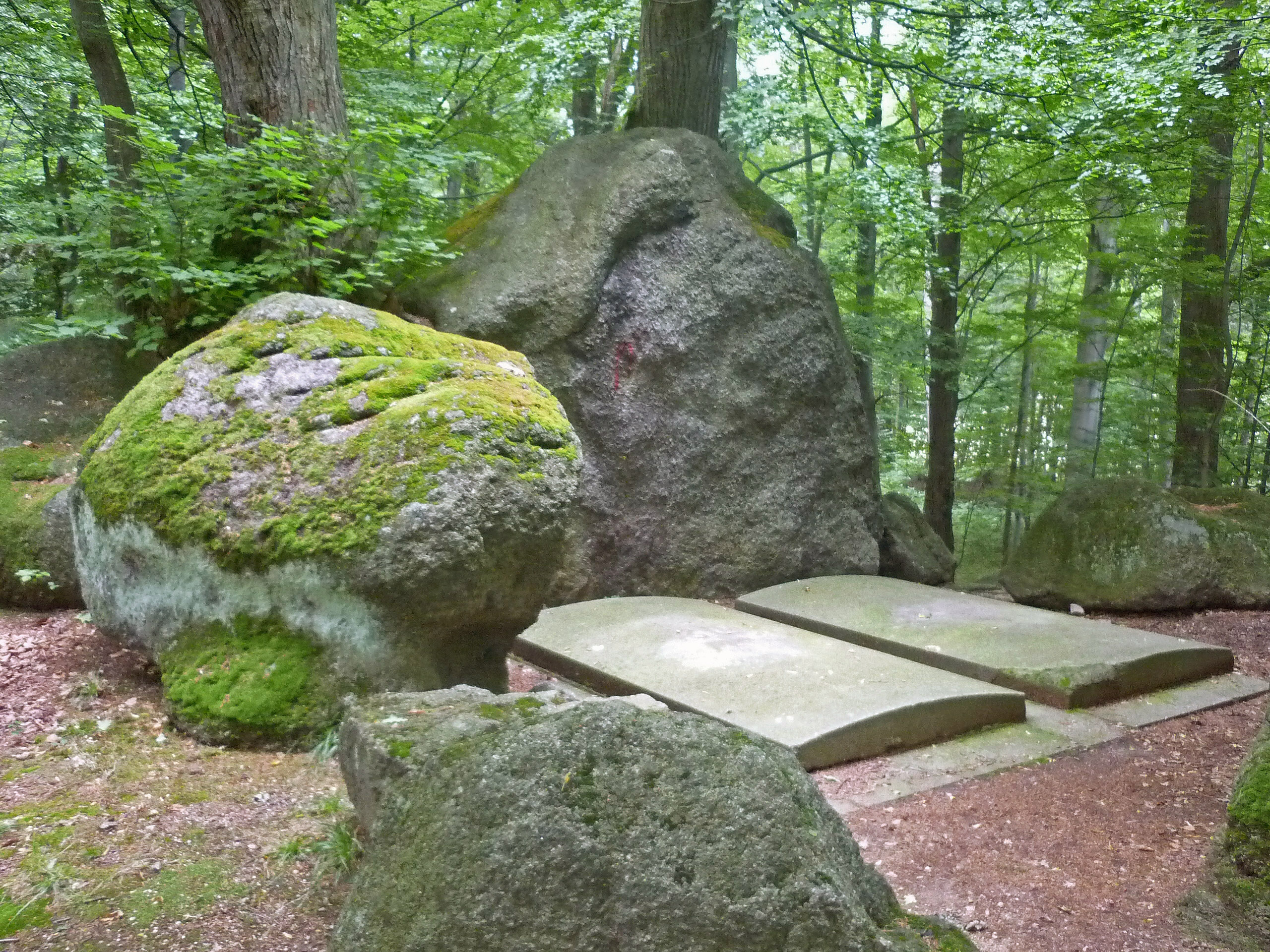
Sepulturas de Teodora e do marido Henrique

Teodora sofreu problemas de saúde durante grande parte da sua vida adulta, descrevendo-os como "a velha história" da sua vida. Tal como a sua mãe e avó, as doenças de Teodora incluíam sintomas como tonturas, insónias, náuseas, vários tipos de dor, paralisia, obstipação e diarreia. Foi submetida a várias operações para tratar as doenças e tentar resolver a sua infertilidade, mas nenhumas delas teve sucesso.
Teodora visitou o Castelo de Windsor em 1900, sendo que essa foi a última vez que viu a sua bisavó, a rainha Vitória, antes de ela morrer no ano seguinte. Henrique foi ao funeral da monarca, mas Teodora estava demasiado doente na altura para estar presente. Teodora afirmou que estava a sofrer de malária, mas a sua mãe Carlota contou à família que tinha sido o marido dela, Henrique, que lhe tinha transmitido uma doença venérea, uma acusação que Teodora negou furiosamente. Carlota pediu à filha para deixar o seu médico pessoal examiná-la e, quando Teodora recusou, a sua mãe afirmou que essa decisão só mostrava que ela tinha razão. Em reacção, Teodora recusou-se a entrar em casa da mãe e queixou-se das atitudes "inacreditáveis" dela a outros membros da família.
Em 1903, o casal mudou-se para Flensburg, quando Henrique foi transferido de posição, e os dois passaram a viver numa casa pequena. Teodora achou que o clima suave da região teve um impacto positivo na sua saúde. Para melhorar ainda mais a situação e aumentar as suas hipóteses de engravidar, começou a tomar comprimidos de arsénio e de tório. No entanto, a sua saúde voltou a piorar e ela começou a sofrer de dores de dentes e enxaquecas. Em Outubro de 1904, voltou a ficar gravemente doente de algo que foi descrito como sendo uma gripe. Teodora continuou a tentar engravidar durante muito tempo, visitando várias clínicas privadas ao longo dos anos, onde várias vezes acabava por ser submetida a operações e intervenções cirúrgicas dolorosas.

### Duas guerras mundiais
Quando rebentou a Primeira Guerra Mundial, Henrique foi enviado para a Frente Ocidental, enquanto que a sua esposa abriu um pequeno hospital para cuidar de soldados feridos. Nesta altura, a relação do casal já se tinha deteriorado. Henrique achava que Teodora gostava de se queixar das suas doenças e de estar sempre a consultar médicos. Escreveu numa carta que as doenças dela "consistem principalmente de falta de energia e apatia mental", e queixou-se que "ela exagera muito as suas doenças, o que faz com que tanto eu como outros estejamos sempre preocupados desnecessariamente".
Depois de a guerra terminar com a derrota da Alemanha, o pai de Teodora foi forçado a abdicar do seu reinado no ducado de Saxe-Meiningen. Sabe-se pouco sobre a sua vida depois da guerra e grande parte do seu historial médico perdeu-se. Teodora passou os seus últimos anos de vida no Sanatório de Buchwald-Hohenwiese, perto de Hirschberg, na Silésia. Suicidou-se a 26 de Agosto de 1945, pouco depois do final da Segunda Guerra Mundial. Ao descrever a vida de Teodora, o historiador John Van der Kiste escreveu que "a princesa que queria desesperadamente ter filhos passou a vida a lutar contra os seus males físicos, insónia e depressão severa, tendo padecido de uma saúde fraca durante vários anos, tal como a sua mãe."

## Análise médica
Na década de 1990, o historiador John Röhl e os seus colegas Martin Warren e David Hunt, encontraram a sepultura de Teodora na Polónia, exumaram o corpo e fizeram uma análise de ADN, acreditando que iriam encontrar sinais de Porfíria, uma doença genética.